# Kramptjärnen (Heds socken, Västmanland)
Kramptjärnen är en sjö i Skinnskattebergs kommun i Västmanland och ingår i Norrströms huvudavrinningsområde.